# Lajos Portisch
Lajos Portisch (ur. 4 kwietnia 1937 w Zalaegerszegu) – węgierski szachista, arcymistrz od 1961 roku.

## Kariera szachowa

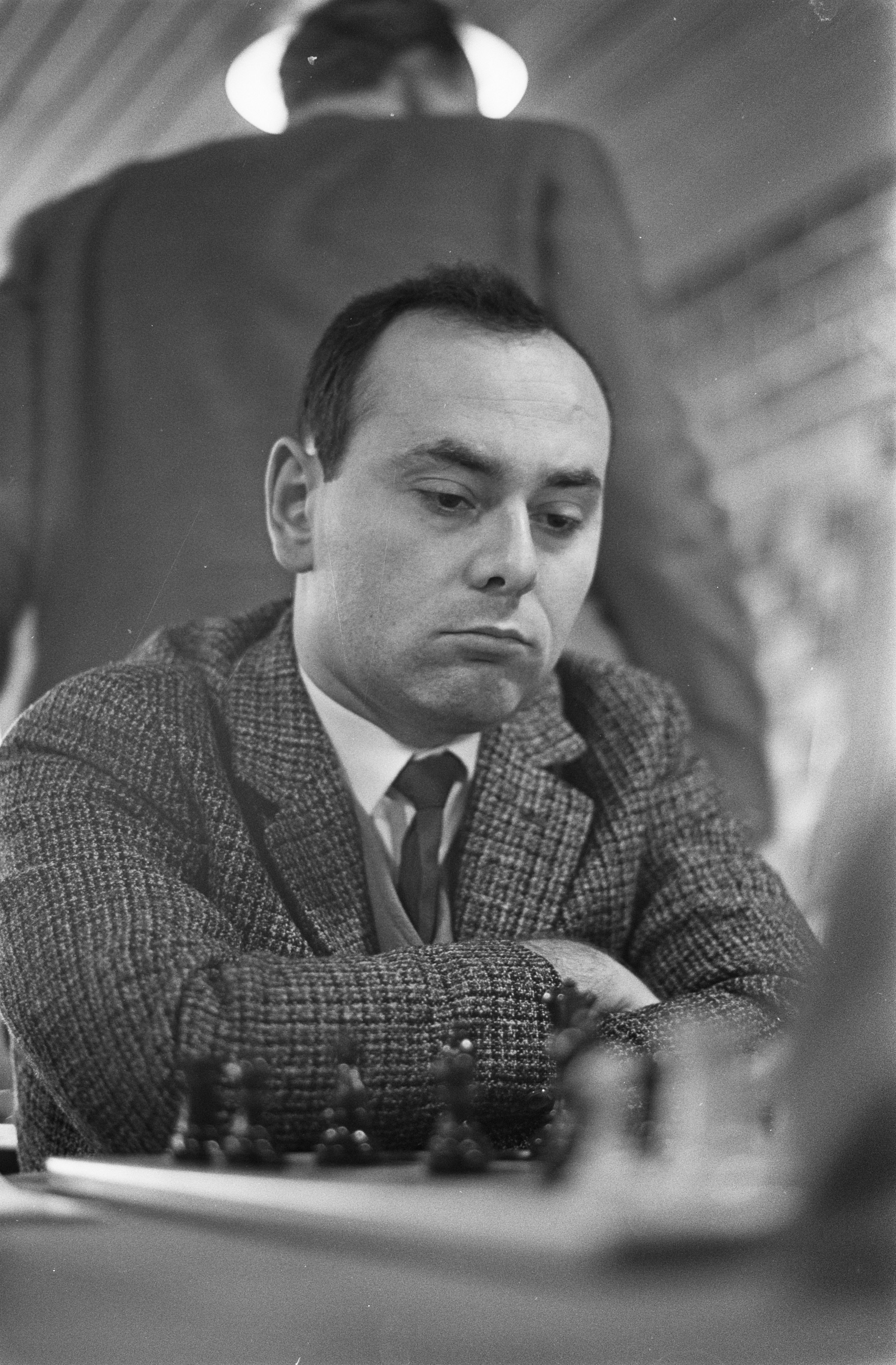
Lajos Portisch, 1968

W 1956 roku, w wieku dziewiętnastu lat, zadebiutował w reprezentacji Węgier na olimpiadzie szachowej w Moskwie. Był to debiut bardzo udany, Portisch wygrał cztery i zremisował cztery partie, nie ponosząc porażki, a jego drużyna zdobyła brązowe medale. W ciągu kilku lat awansował w szachowej hierarchii, w 1958 roku zwyciężył w mistrzostwach Węgier oraz w pierwszym memoriale Lajosa Asztalosa, w 1961 roku Międzynarodowa Federacja Szachowa przyznała mu tytuł arcymistrza. Na początku lat sześćdziesiątych był już liderem węgierskich szachów i pozostał nim przez następne trzydzieści lat. W tym okresie należał do grona najwybitniejszych szachistów świata spoza koalicji radzieckich arcymistrzów. Wziął udział w rekordowej liczbie turniejów międzystrefowych, począwszy od 1962 roku uczestniczył we wszystkich turniejach międzystrefowych w kolejnych dwunastu cyklach rozgrywek o mistrzostwo świata. Do turniejów pretendentów awansował sześciokrotnie, lecz nigdy nie udało mu się dotrzeć do meczu finałowego. W 1965 roku w ćwierćfinałowym meczu pretendentów przegrał z Michaiłem Talem 2½ - 5½. W 1968 roku uległ 4½ - 5½ Bentowi Larsenowi, w 1974 roku przegrał 6-7 ćwierćfinałowy mecz z Tigranem Petrosjanem. W 1977 roku po zwycięstwie nad Bentem Larsenem 6½ - 3½ awansował do półfinału, w którym został pokonany przez Borysa Spasskiego 8½ - 6½. W następnym cyklu rozgrywek w pierwszej rundzie zremisował 7 - 7 ze Spasskim i awansował do półfinału ze względu na większą liczbę partii wygranych czarnymi. W półfinale uległ Robertowi Hübnerowi 4½ - 6½. W 1988 roku przegrał mecz ćwierćfinałowy Janem Timmanem 2½ - 3½.
W latach 1956–2000 uczestniczył w dwudziestu szachowych olimpiadach, zdobywając sześć medali w drużynie i pięć indywidualnie. Był współtwórcą największego powojennego sukcesu węgierskiej drużyny, która w 1978 w Buenos Aires wyprzedziła reprezentację ZSRR i zdobyła złote medale.
Brał udział w niezliczonej liczbie turniejów międzynarodowych. Do największych jego sukcesów należą turniejowe zwycięstwa w Reggio Emilii (dwukrotnie: 1984/85 i 1993/94), Skopje (1968, przed Jefimem Gellerem i Lwem Poługajewskim), Hastings (1971), Wijk aan Zee (1972, przed Wasilijem Smysłowem), Las Palmas (1972), San Antonio (1972, wspólnie z Anatolijem Karpowem i Tigranem Petrosjanem), Wijk aan Zee (1975) i Tilburgu (1978).
Jest znany z dojrzałego, pozycyjnego stylu gry, dzięki któremu nazywano go węgierskim Botwinnikiem. Uczestniczy w turniejach do dzisiaj, w 2005 r. brał udział w VI mistrzostwach Europy, rozegranych w Zegrzu. W 2007 r. podzielił II m. w Gausdal (za Magnusem Carlsenem, wspólnie z Michałem Krasenkowem i Eduardasem Rozentalisem), natomiast w 2008 r. powtórzył to osiągnięcie w Baznie (za Nigelem Shortem, wspólnie z Ulfem Anderssonem).
Jego brat, Ferenc, jest również szachistą (posiada tytuł mistrza międzynarodowego), m.in. brązowym medalistą mistrzostw Węgier z roku 1977.
W latach 70. i 80. wielokrotnie klasyfikowany był w pierwszych dziesiątkach świata na listach rankingowych FIDE, najwyższe miejsce osiągając 1 lipca 1981 r. (dz. II m. za Anatolijem Karpowem, wspólnie z Wiktorem Korcznojem). Najwyższy ranking osiągnął 1 stycznia 1980 r., z wynikiem 2655 punktów zajmował wówczas IV m. na świecie (za Anatolijem Karpowem, Michaiłem Talem i Wiktorem Korcznojem).